# Западнокарелско възвишение
Западнокарелското възвишение (на руски: Западно-Карельская возвышеность) е възвишение в северозападната част на Източноевропейската равнина, разположено на територията на Република Карелия в Русия. Простира се на протежение около 130 km между езерата Лексозеро на северозапад и Сегозеро на югоизток. Максимална височина връх Вотоваара 417 m (63°04′27″ с. ш. 32°37′32″ и. д. / 63.074167° с. ш. 32.625556° и. д.), разположена в южната му част. Изградено е от гнайсо-гранити и кварцити, които са препокрити с разкъсан на места пласт от ледникови морени. Западната му част се състои от отделни куполовидни възвишения, централната – от дълги, високи и тесни ридове (особено в южната част), а източната е хълмиста, ограничена от североизток и югозапад от заблатени равнини. Покрито е със смърчови и борови гори.

## Топографска карта
- Топографска карта Р-36-А,Б; М 1:500 000[2]